# Vickrama Cinkaiariyan
Vickrama Cinkaiariyan (tàmil விக்கிரம சிங்கையாரியன்) fou el tercer rei de la dinastia Aryacakravarti del regne de Jaffna, successor del seu pare Kulotunga Cinkaiariyan.
L'autor del llibre “Ancient Jaffna”, C. Rasanayagam, situa el seu govern entre 1279 i 1302 (23 anys) però altres cronologies el situen entre 1292 i 1302 (10 anys). El Yalpana Vaipava Malai diu que durant el seu govern el regne estava en desordre. Disturbis es van produir entre singalesos i tàmils. Vickrama Cinkaiariyan va dictar 17 sentències de mort per 17 singalesos i en va empresonar molts altres després de l'assassinat de dos tàmils.

Mayilvagana Pulavar, l'autor del Yalpana Vaipava Malai, va descriure l'esdeveniment:
| « | Un gran enfrontament va tenir lloc entre els singalesos que eren budistes i els tàmils, sobre matèries relacionades amb la religió. En un enfrontament entre les faccions dos tàmils foren assassinats i alguns ferits. El rei va fer una investigació i va fer executar a Pugnchi-Banda, el líder de la comunirar singalesa, amb 17 dels seus seguidors i va castigar a la resta dels implicats amb empresonament. Molts singalesos van fugir del país i els que hi van restar van desenvolupar un intens odi contra el rei per la seva parcialitat a favor dels tàmils i aquest va passar la resta de la seva vida entre complots i revoltes. El rei va morir en mig de l'ansietat... | » |

El seu successor fou el seu fill Varodaya Cinkaiariyan.